# Michel Sanchis
Michel Sanchis (ur. 3 września 1951) – francuski judoka. Olimpijczyk z Moskwy 1980, gdzie zajął dziewiętnaste miejsce w wadze średniej.
Wicemistrz świata w 1979. Zdobył dwa medale na mistrzostwach Europy w drużynie. Srebrny medalista igrzysk śródziemnomorskich w 1979. Wygrał wojskowe MŚ w 1971 roku.

## Letnie Igrzyska Olimpijskie 1980
| Konkurencja | Eliminacje                    | Klas. końcowa |
| Konkurencja | Przeciwnik I                  | Miejsce       |
| ----------- | ----------------------------- | ------------- |
| 86 kg       | José Antonio Cecchini (ESP) P | 19.           |